# Žalm 100

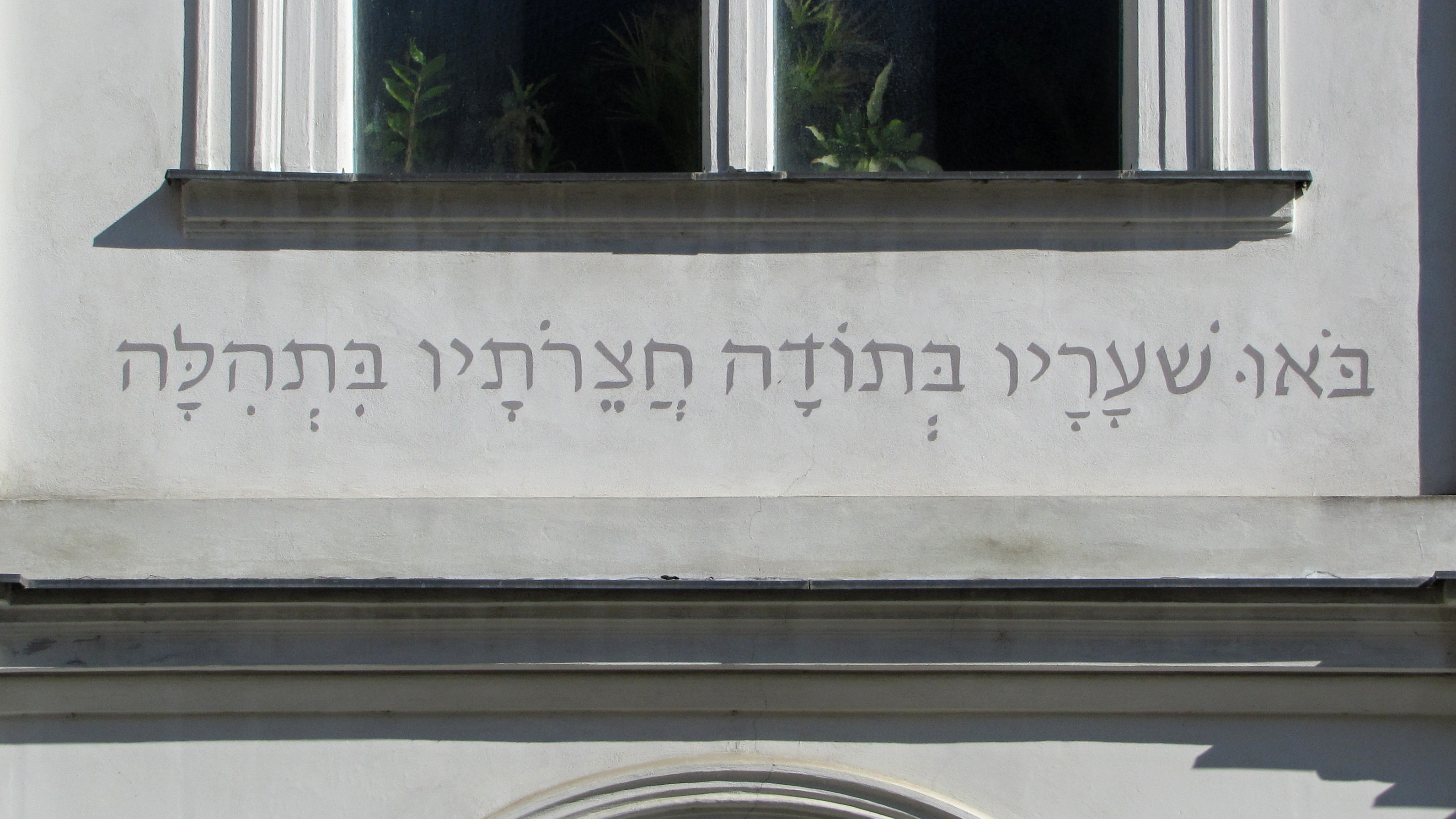
Úryvek ze 100. žalmu na fasádě Synagogy v Břeclavi

Žalm 100 („Hlahol Hospodinu, celá země!“, podle řeckého číslování žalm 99) je součást biblické Knihy žalmů. Podle židovské tradice byl žalm sepsán Mojžíšem a rabín Aryeh Kaplan se na základě midraše domnívá, že byl určen společně s dalšími žalmy, jež sepsal Mojžíš, k použití jako prostředek k dosažení proroctví.

## Charakteristika
Žalm je velmi krátký, má pouze pět veršů. Je nadepsán jako „Žalm k díkůvzdání“ či „Píseň díků“ a jeho obsahem je vyjádření vděčnosti Bohu za jeho milosrdenství – to je ostatně jedno z typických témat žalmů. Žalm byl zpíván v jeruzalémském chrámu při přinášení dobrovolných děkovných obětí.

## Užití v liturgii
V židovské liturgii je žalm znám jako Mizmor le-toda (hebrejsky: מִזְמוֹר לְתוֹדָה‎, „Píseň díků“) a podle siduru je součástí ranní modlitby pro všední dny, a to v části zvané Psukej de-zimra („Verše písní“). Je velmi často užíván v římskokatolické církvi, a také (zejména pod latinským incipitem Jubilate Deo) velmi často zhudebňován.